# Casa de baños

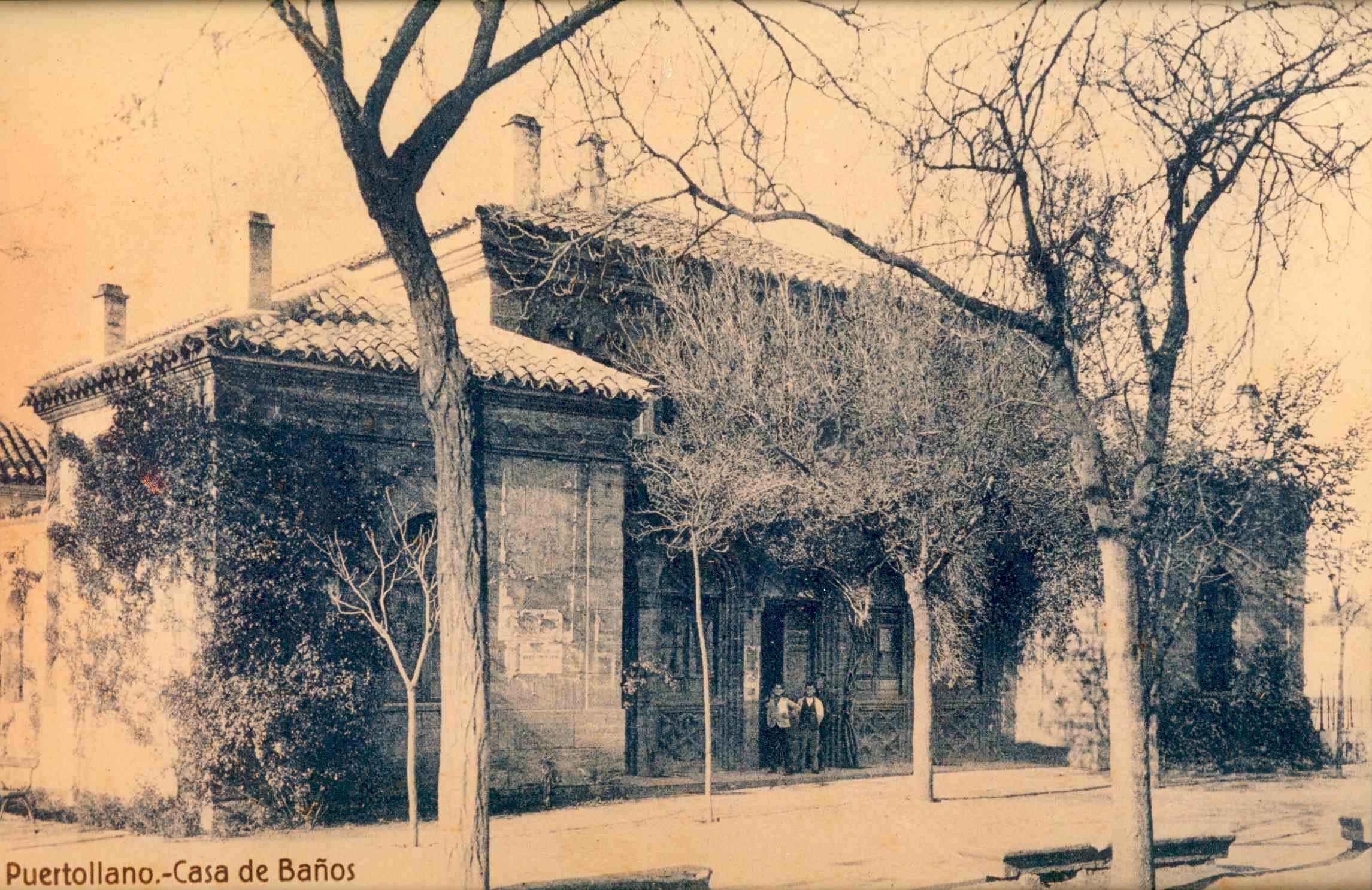
Casa de baños, años 30

Las casas de baños son establecimientos públicos destinados a proporcionar baños de agua a las personas que lo soliciten.
Las casas de baños eran establecimientos populares entre la población en épocas en que no existía el agua corriente en los domicilios. Su uso se realizaba tanto por razones de higiene personal como por motivos lúdicos o, incluso, medicinales, en cuyo caso, se daban baños minerales según disposición de los facultativos. En algunas se suministraba también hospedaje.
En las casas de baños, los usuarios disponían de pilas que suministraban agua ofreciéndose también baños de chorro o de regadera. Los baños se tomaban en salas individuales o colectivas estando separadas de ellas las destinadas a los enfermos. En algunos establecimientos, también se ofrecía el servicio de baños a domicilios particulares.
Tampoco era extraño el alquiler de bañeras por parte de hojalateros para la toma de baños en casa, debiendo el alquilador llenarlas de agua. Se llevaban a domicilio tanto para los enfermos como para las personas que gustaban tomarlos para recreo, tanto de día como de noche. Había bañeras de todas clases, para poder tomar baños generales, de asiento, de pies y otros para los brazos los cuales se podían tomar con toda comodidad desde la cama.
Entre las instalaciones presentes en las casas de baños, no era raro encontrar habitaciones para la espera de acompañantes, patios interiores o galerías de descanso, algunas dotadas de toldo para minorar el calor o con brasero para calentarse en los días de invierno.